# 奧爾良 (愛荷華州)
奧爾良（英語：Orleans）是一個位於美國愛荷華州迪金森縣的城市。

## 地理
奧爾良的座標為43°26′40″N 92°06′28″W / 43.44444°N 92.10778°W，而該地的平均海拔高度為429米（即1407英尺）。

## 人口
根據2010年美國人口普查的數據，奧爾良的面積為2.82平方千米，當中陸地面積為2.80平方千米，而水域面積為0.02平方千米。當地共有人口608人，而人口密度為每平方千米215人。